# Scott Sports

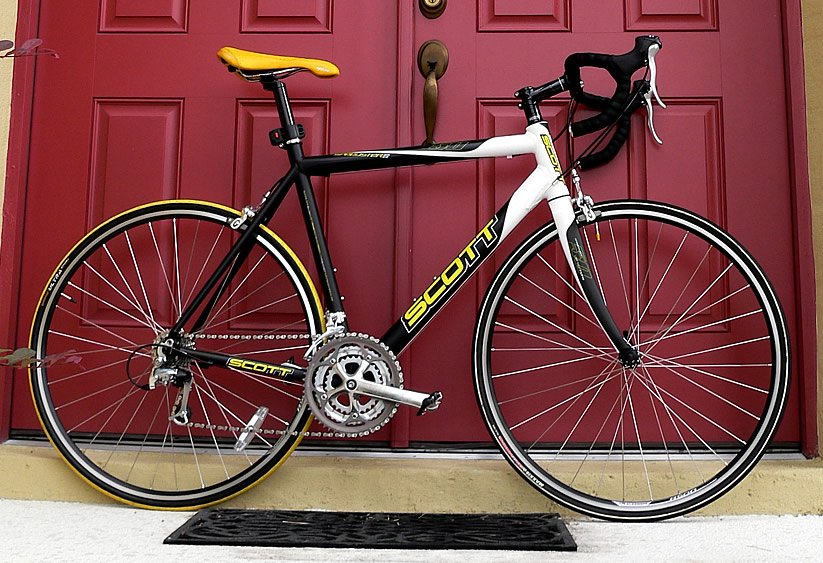
Een Scott racefiets

Scott Sports is een Zwitserse fabrikant van hoogwaardige sportartikelen, waarin koolstof is verwerkt. Oorspronkelijk was Scott een Amerikaanse onderneming, maar zij is in Zwitserse handen overgegaan. Belangrijke groepen van artikelen, die Scott produceert zijn wintersportartikelen, met name ski's, fietsen: mountainbikes, racefietsen en crossmotoren. 